# غلظت بازدارنده حداقلی

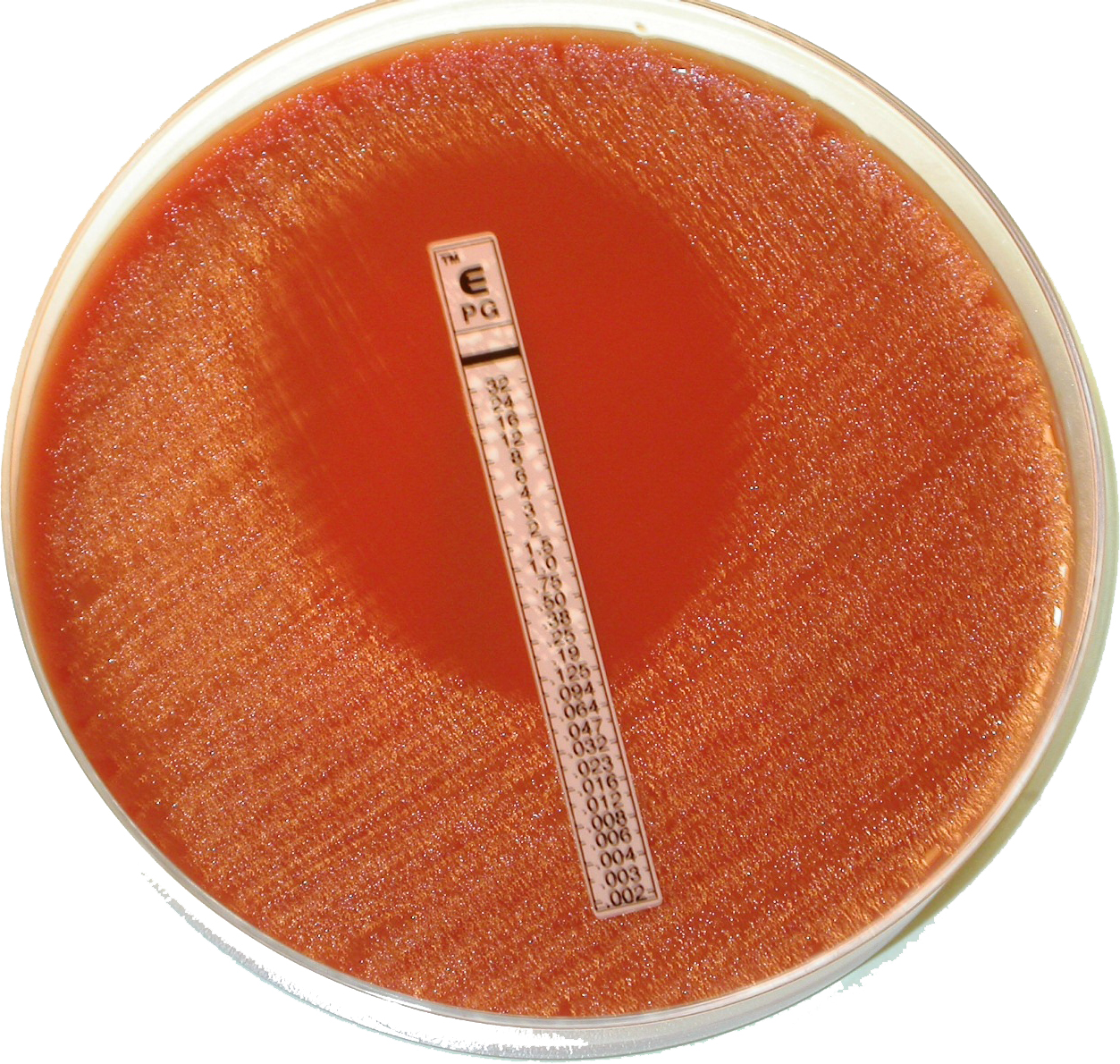
این تصویر مربوط به یک کشت با روش E-test است که با ایجاد گرادیانی از آنتی‌بیوتیک روی نوار، غلظت بازدارنده حداقلی (MIC) را در نقطه‌ی تلاقی هاله‌ی عدم رشد باکتری و نوار تعیین می‌کند.

در میکروبیولوژی، غلظت بازدارنده حداقلی یا MIC کمترین غلظت یک ماده شیمیایی است (معمولاً کمترین غلظت یک دارو) که می‌تواند از رشد قابل رویت یک نوع باکتری جلوگیری کند.
غلظت بازدارنده حداقلی به نوع میکرو ارگانیسم، محیط داخلی بدن انسان آلوده شده به میکرو ارگانیسم و آنتی‌بیوتیک استفاده شده بستگی دارد. این غلظت به‌طور معمول با واحدهایی مثل میکروگرم بر میلی لیتر (μg/mL) و میلی‌گرم بر میلی‌لیتر (mg/L) گزارش می‌شود.
غلظت بازدارندگی حداقلی یا MIC با آماده کردن یک ماده شیمیایی درون محیط کشت با غلظت‌های بالارونده، انکوبه کردن محلول‌هایی با دسته‌های جداگانه از باکتری‌های پرورش یافته و اندازه‌گیری نتایج بدست آمده با استفاده از رقیق سازی آگار بدست می‌آید.
نتایج بدست آمده با استفاده از نقاط انفصال به ۳ دسته حساس، متوسط یا مقاوم نسبت به یک ماده ضدمیکروبی تقسیم می‌شوند. نقاط انفصال براساس مقادیر تعیین شده توسط منابع رفرنس مشخص می‌شوند اگر چه بین این منابع می‌تواند اختلاف‌هایی نیز وجود داشته باشد. در حالی که MIC کمترین غلظت لازم از آنتی‌بیوتیک برای جلوگیری از رشد قابل رویت باکتری می‌باشد، MBC کمترین غلظت از آنتی‌بیوتیک می‌باشد که باعث مرگ باکتریایی می‌شود.
هر چقدر میزان MIC به MBC نزدیک‌تر باشد، ترکیب مورد نظر ما خاصیت آنتی باکتریال بیشتری دارد. به‌طور معمول اولین مرحله در کشف دارو، غربال‌گری یک کاندیدای دارویی از کتابخانه دارویی برای پیدا کردن یک MIC مناسب بر ضد باکتری مورد نظر ماست. همین‌طور MICها معمولاً نقطه شروع بزرگتری برای ارزیابی‌های پیش کلینیکی مقالات مربوط به مواد ضد میکروبی هستند. هدف از اندازه‌گیری MIC اطمینان از انتخاب مؤثر آنتی‌بیوتیک‌ها برای افزایش احتمال موفقیت روش درمانی ماست.